# Terrasse des Éléphants

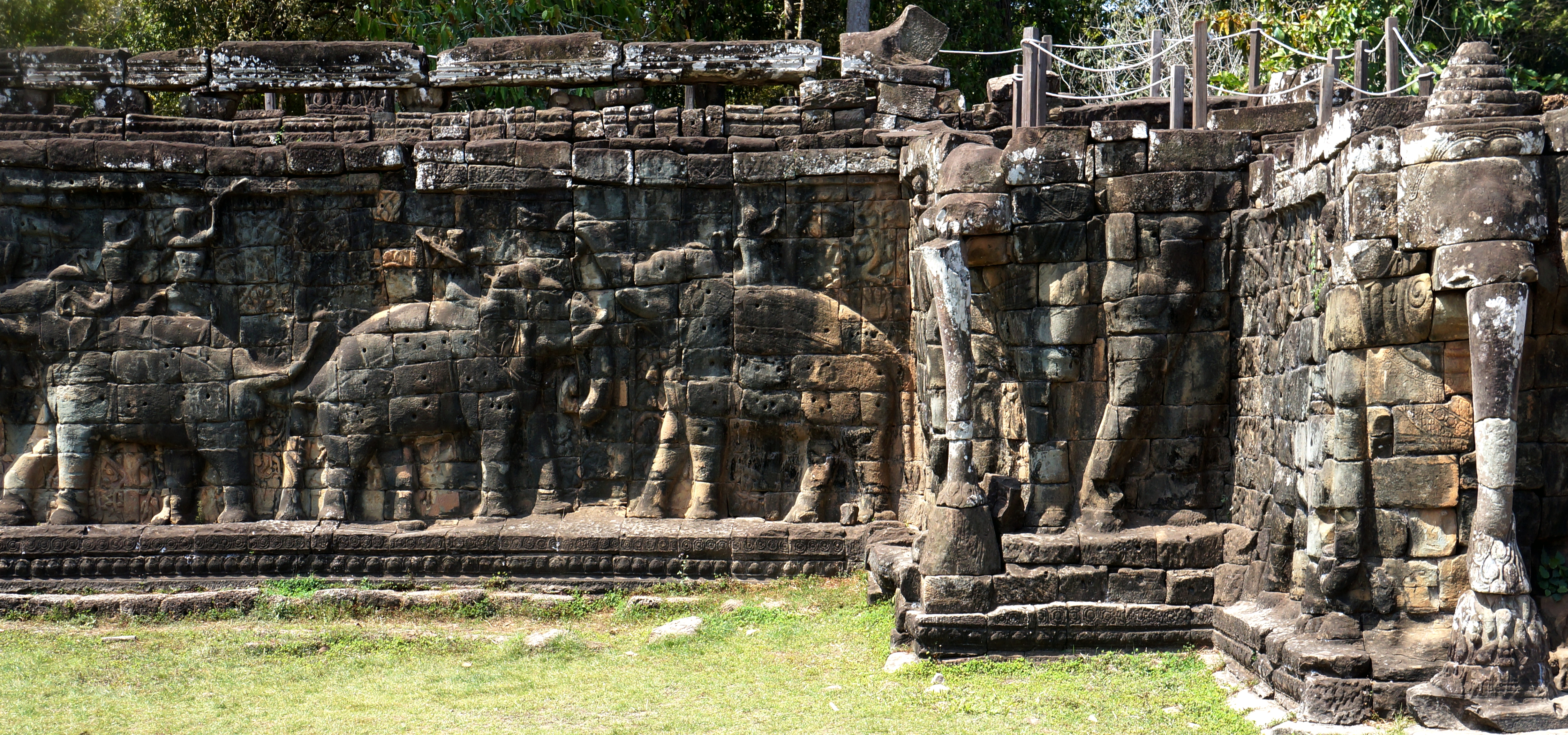
Défilé d'éléphants, presque grandeur nature.
Perron secondaire Sud

La terrasse des Éléphants (khmer : ព្រះលានជល់ដំរី) se situe près du centre de la cité d'Angkor Thom, devant les ruines du Palais Royal, sur le site d'Angkor au Cambodge. C'est un des chefs-d'œuvre de l'art khmer. De nombreux remaniements se sont échelonnés au cours de son édification, à la fin du XIIe siècle au cours du règne de Jayavarman VII. Elle se prolonge sur le côté Nord par la terrasse du Roi lépreux.

## Situation
Les deux terrasses, celle-ci au Sud et, en continuité, la terrasse du Roi lépreux au Nord, s'étendent sur 500 m de longueur et sur 3 à 5 m de hauteur suivant les tronçons. Elles forment un ensemble qui borde la face orientale du Palais royal et domine la Place royale d'Angkor Thom. La Terrasse des Éléphants mesure environ 350 m de long.
L'extrémité Sud fait une saillie de 31,5 m sur le mur et elle possède un perron qui descend en quelques marches sur la Place royale. Le perron Nord termine la terrasse vers le Nord, mais sans une réelle symétrie dans le détail avec son semblable au Sud. Cependant le mur lui-même montre de fortes discontinuités sur sa longueur, ce qui a amené à en chercher plusieurs phases dans la construction ; construction qui apparait particulièrement complexe.

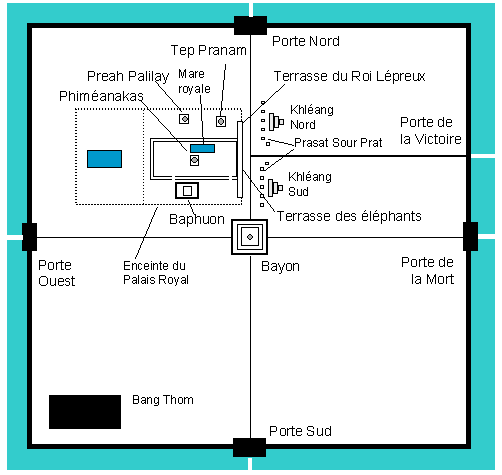
Plan d'Angkor Thom avec la position des deux terrasses

## Vue d'ensemble
Une étude détaillée a été faite de l'ensemble de la terrasse dans son contexte par Henri Marchal, et publiée dès 1937 dans le Bulletin de l'École Française d'Extrême-Orient. Elle indique les très nombreux  remaniements, retouches, repentirs qui ont, plus que partout ailleurs, brouillé la possibilité de se représenter la chronologie de l'édifice.
Cette longue structure se situe à l'avant du palais royal et de son temple personnel, le Phimeanakas. Elle marquait ainsi la présence de la résidence du roi à l'ouest de la grande place centrale d'Angkor. Du haut de cette terrasse, le roi Jayavarman VII aurait pu regarder défiler son armée victorieuse de retour de la guerre contre les Chams, à moins que cette guerre ne doive être interprétée autrement.

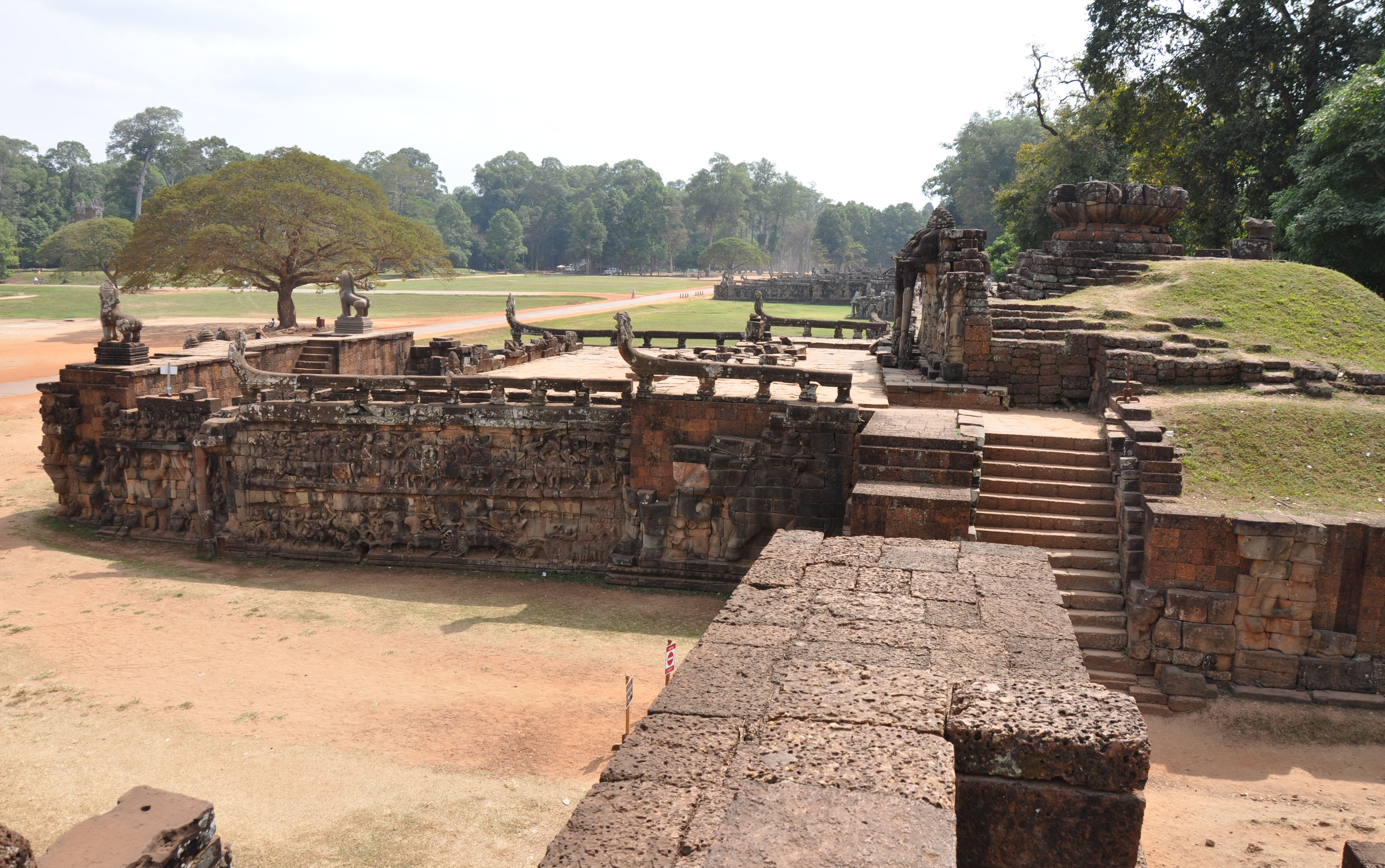
Perron central, vue dirigée vers le Sud. Au premier plan: perron Nord. Vue prise depuis la terrasse du Roi lépreux

Le perron central se situe presque dans l'axe du Phimeanakas, mais ne coïncide pas exactement avec cet axe. La terrasse des Éléphants est prolongée par une autre terrasse, au Nord, la terrasse du Roi lépreux, qui servait probablement de soubassement à un majestueux pavillon de bois, une salle d'audiences publiques.
La terrasse est rythmée par plusieurs perrons, deux grands aux extrémités et un autre au centre, et deux plus petits sur les longs murs, mais légèrement décalés vers le centre. Le motif le plus spectaculaire, les éléphants, encadre la volée de marche centrale de chaque perron qui donne sur la place. Ce sont les éléphants à trois tête (tricéphales) d'Indra qui cueillent des lotus avec leur trompe. Ils surgissent du mur de chaque côté des escaliers. Ce motif devait rappeler aux khmers du XIIe siècle que leur roi « entretenait sur terre une relation symbolique avec le roi des dieux ». Les figures d'atlantes, lions et garuda, qui apparaissent au perron central, servent sans doute la même symbolique.

## Les sculptures et les restaurations
Tout au long de ce mur de soubassement, de gauche à droite lorsqu'on lui fait face, ou du Sud au Nord, une succession de figures mythologiques hindouistes et de scènes se succèdent. Un grand bas-relief couvre le mur de soutènement. Tout d'abord sur les deux faces de l'escalier Sud, des éléphants de chasse et leurs cornacs. De part et d'autre des marches de cet escalier Sud et de l'escalier central les éléphants en hauts-reliefs ont donné le nom actuel à cette terrasse. Ce sont des groupes de trois éléphants. Le mur de soutien se poursuit par un long bas-relief sur lequel défilent des éléphants de chasse, harnachés, avec leurs cornacs. Ils marchent à la queue-leu-leu formant des scènes de chasse jusqu'à l'escalier central. 
La section suivante du mur de soutien est décorée avec des lions et des Garuda de grande taille. Ces Garuda-cariatide aux ailes déployées semblent ainsi soutenir le sommet de la terrasse. Les lions font de même avec leurs pattes avant. 
Tous les escaliers, à chaque palier, possèdent une section de rampe en forme de nâga.
La restauration de cet ensemble, depuis le début du XXe siècle, a révélé une histoire complexe de modifications successives. Pour simplifier, au XIe siècle les terrasses sont élevées grâce à une structure en blocs de latérite. Endommagé ensuite, cet état est recouvert sous Jayavarman VII avec un parement en blocs de grès sculptés. On constate des modifications durant les premières années du XIIIe siècle, mais aussi ensuite entre le XIVe et le  XVIe siècle.

Suite des reliefs du Sud au Nord
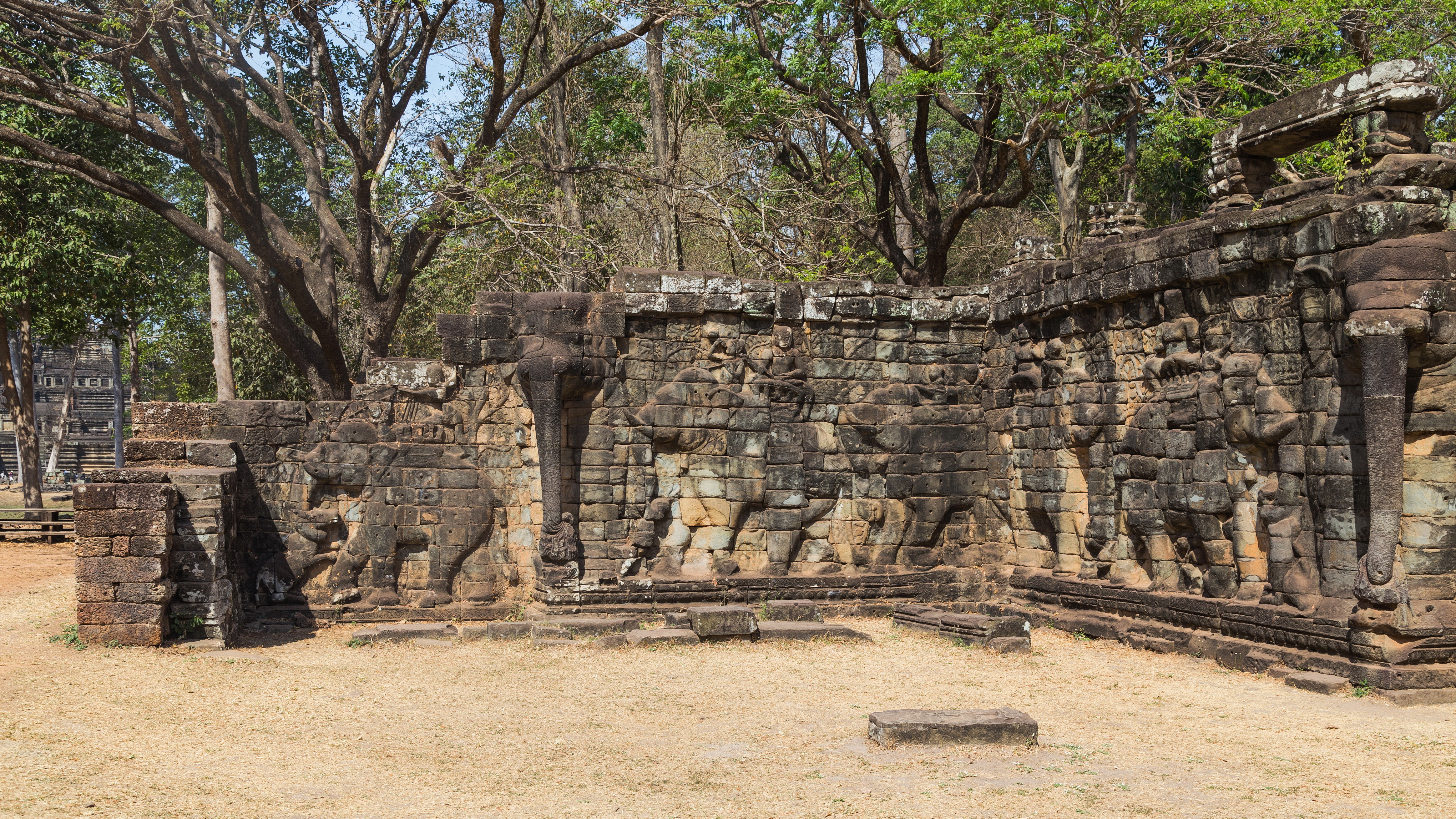
Éléphants de chasse. Extrémité Sud
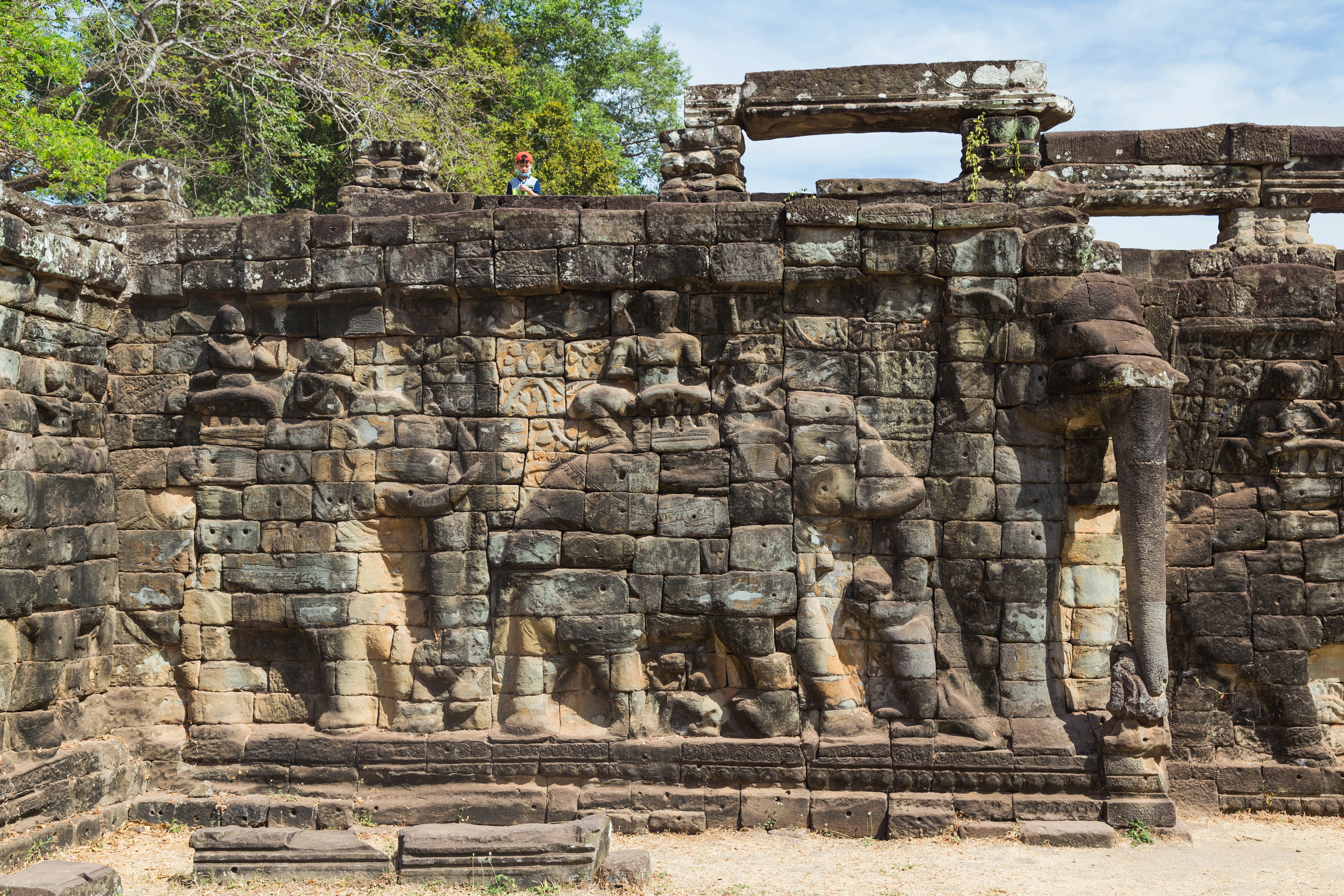
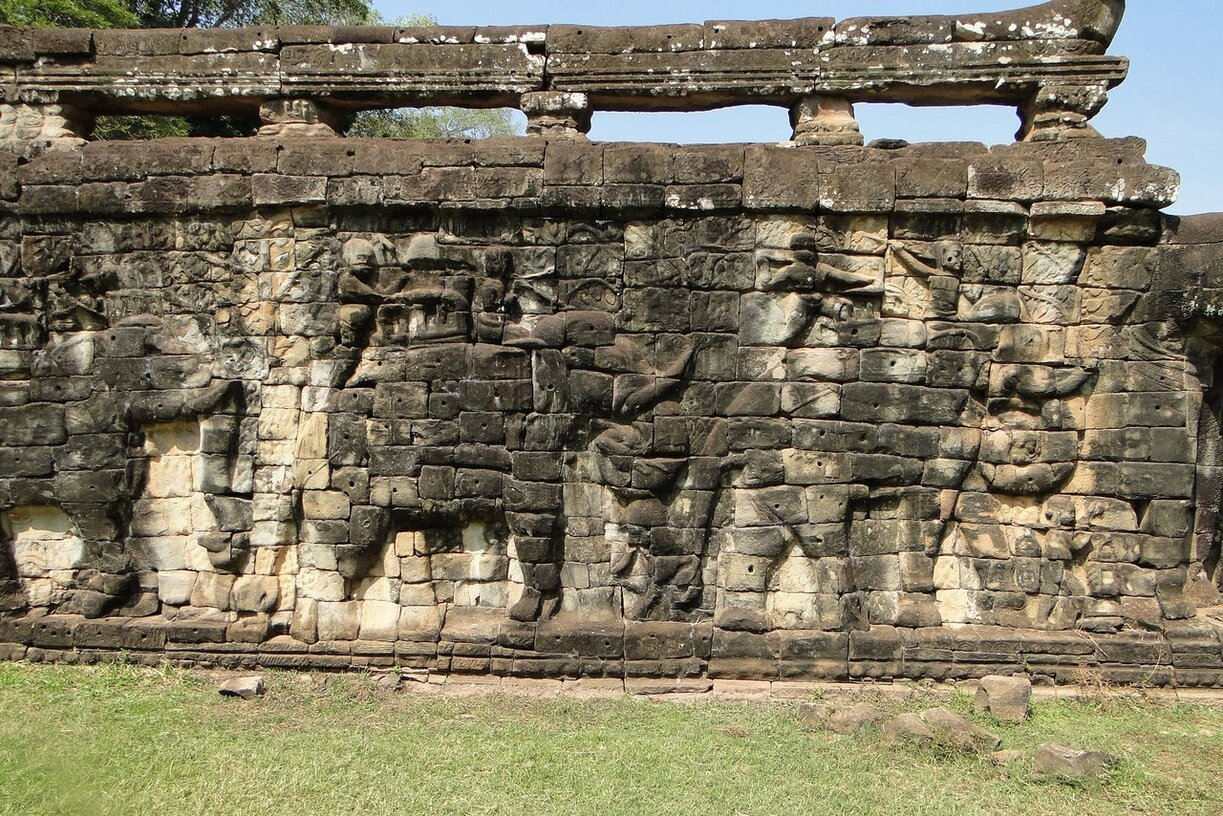
Bas-reliefs des éléphants et leurs cornacs
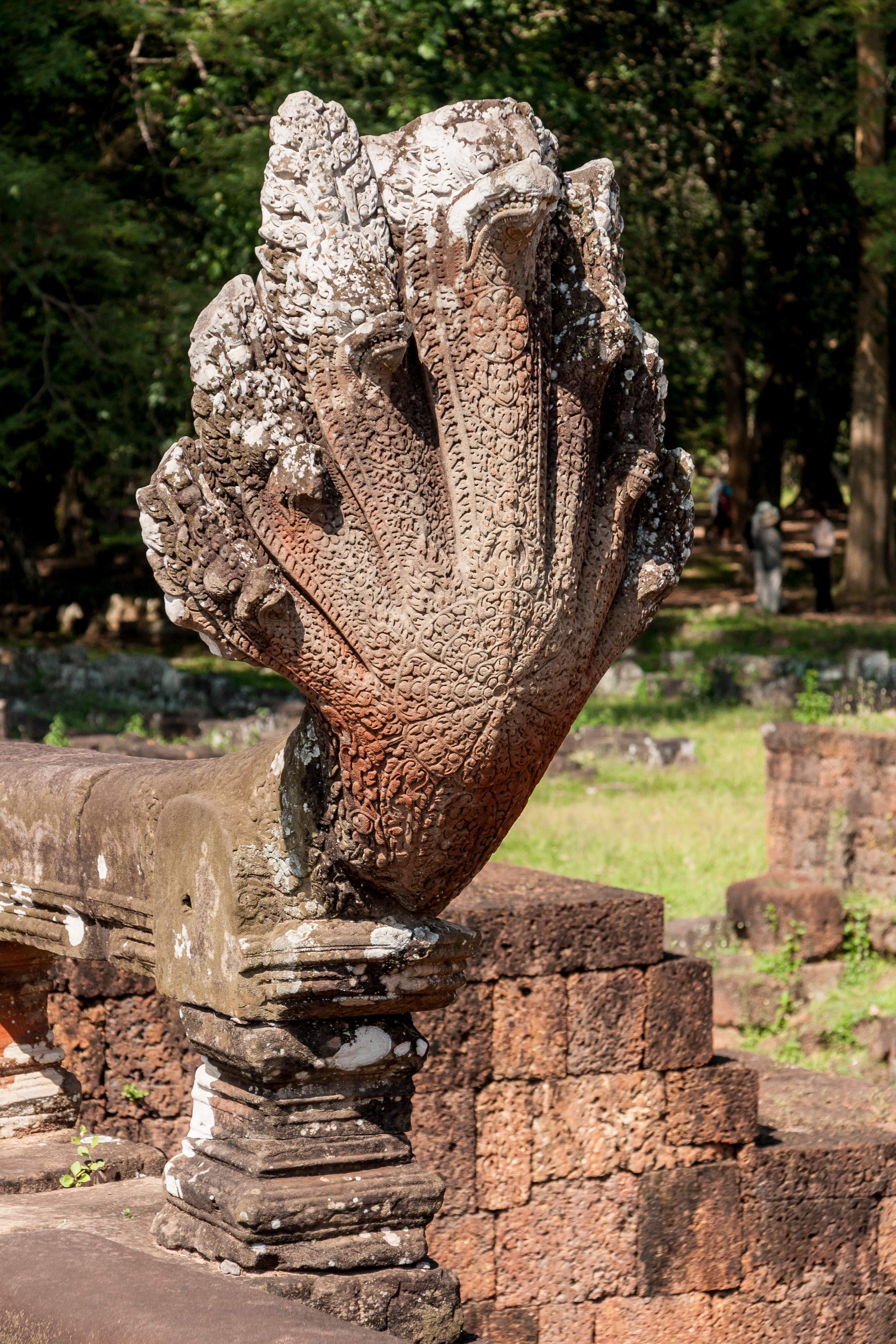
Nâga dressé
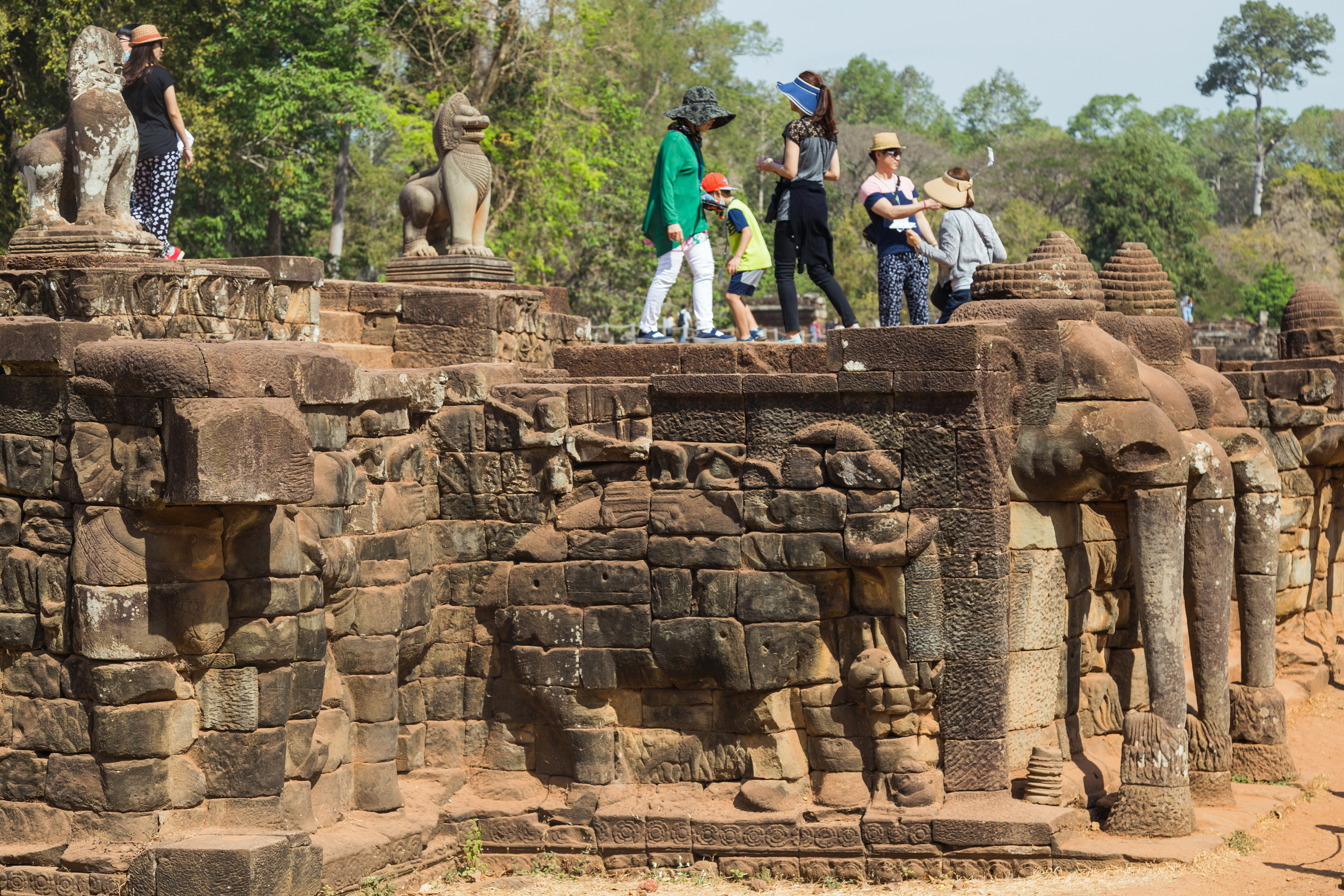
Perron secondaire Sud
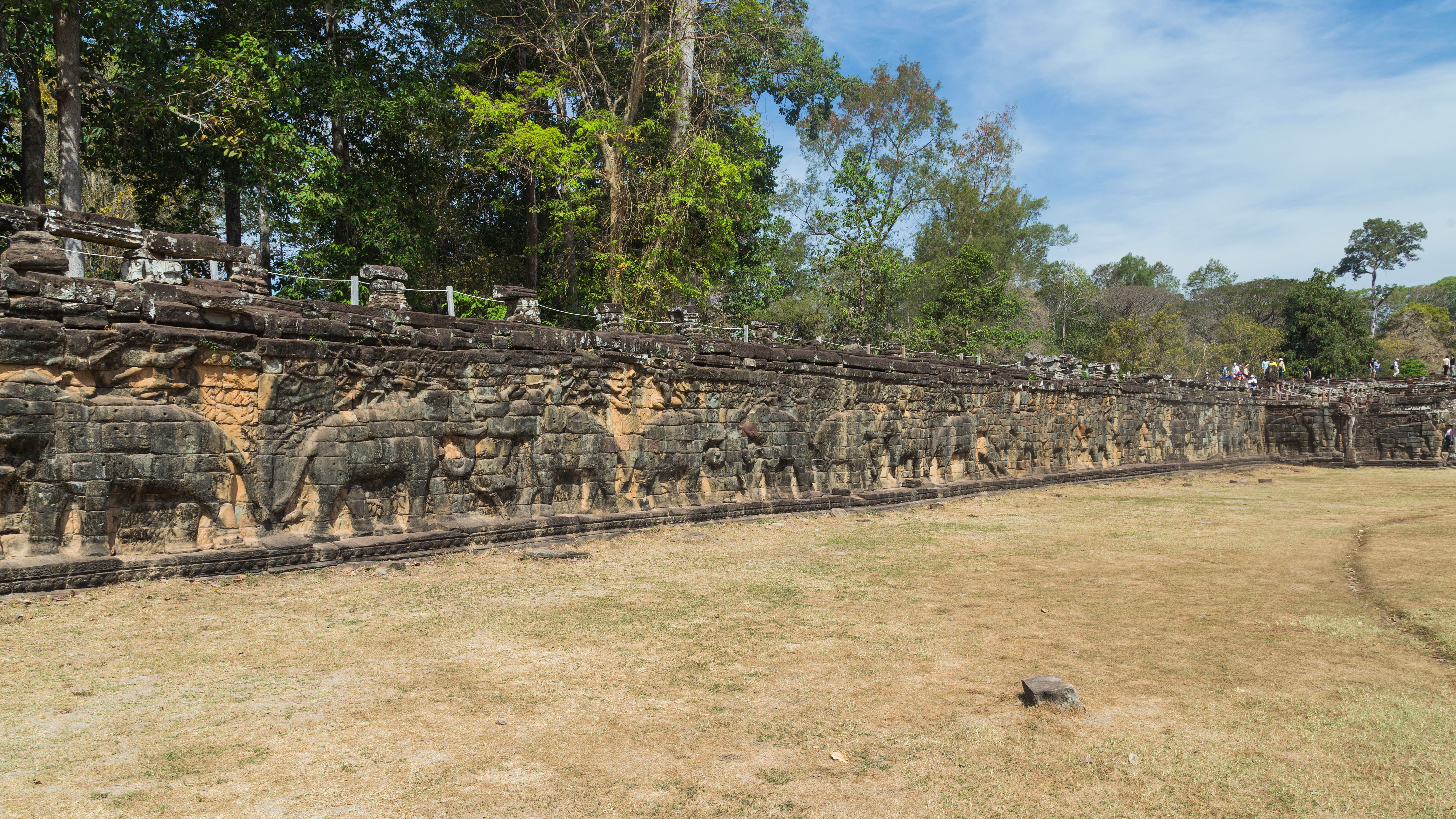
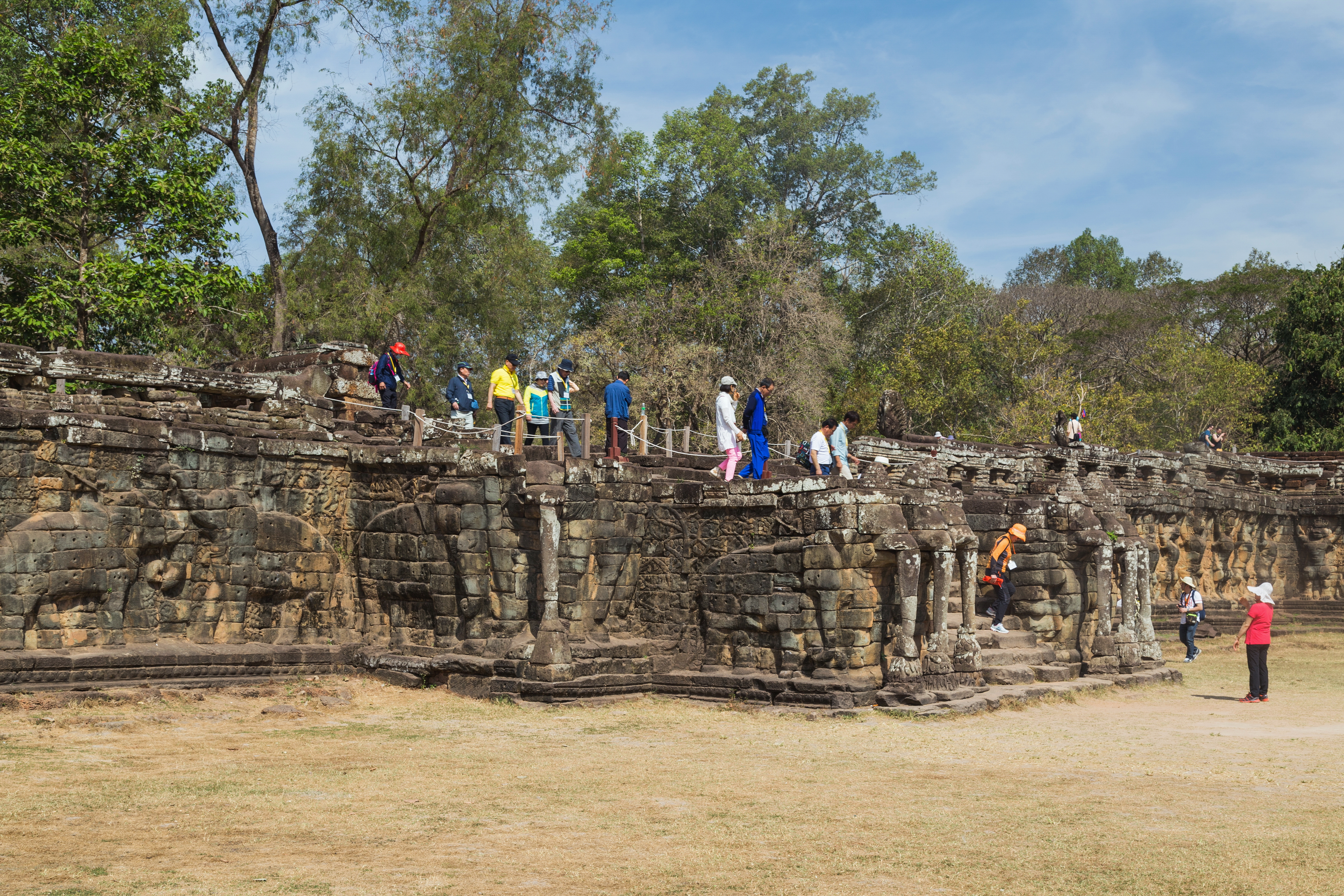
Perron secondaire Sud
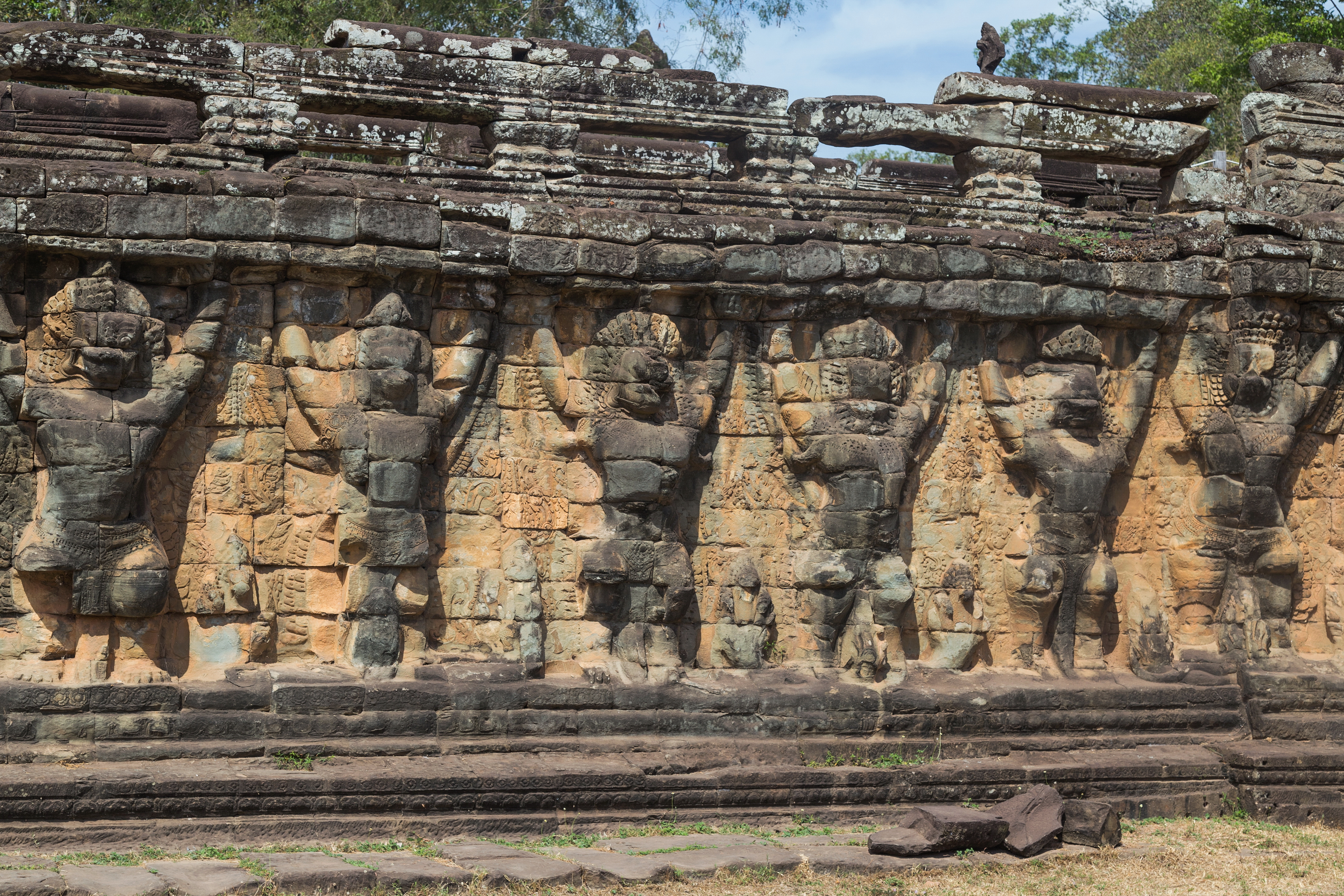
Garuda et lions "cariatides"
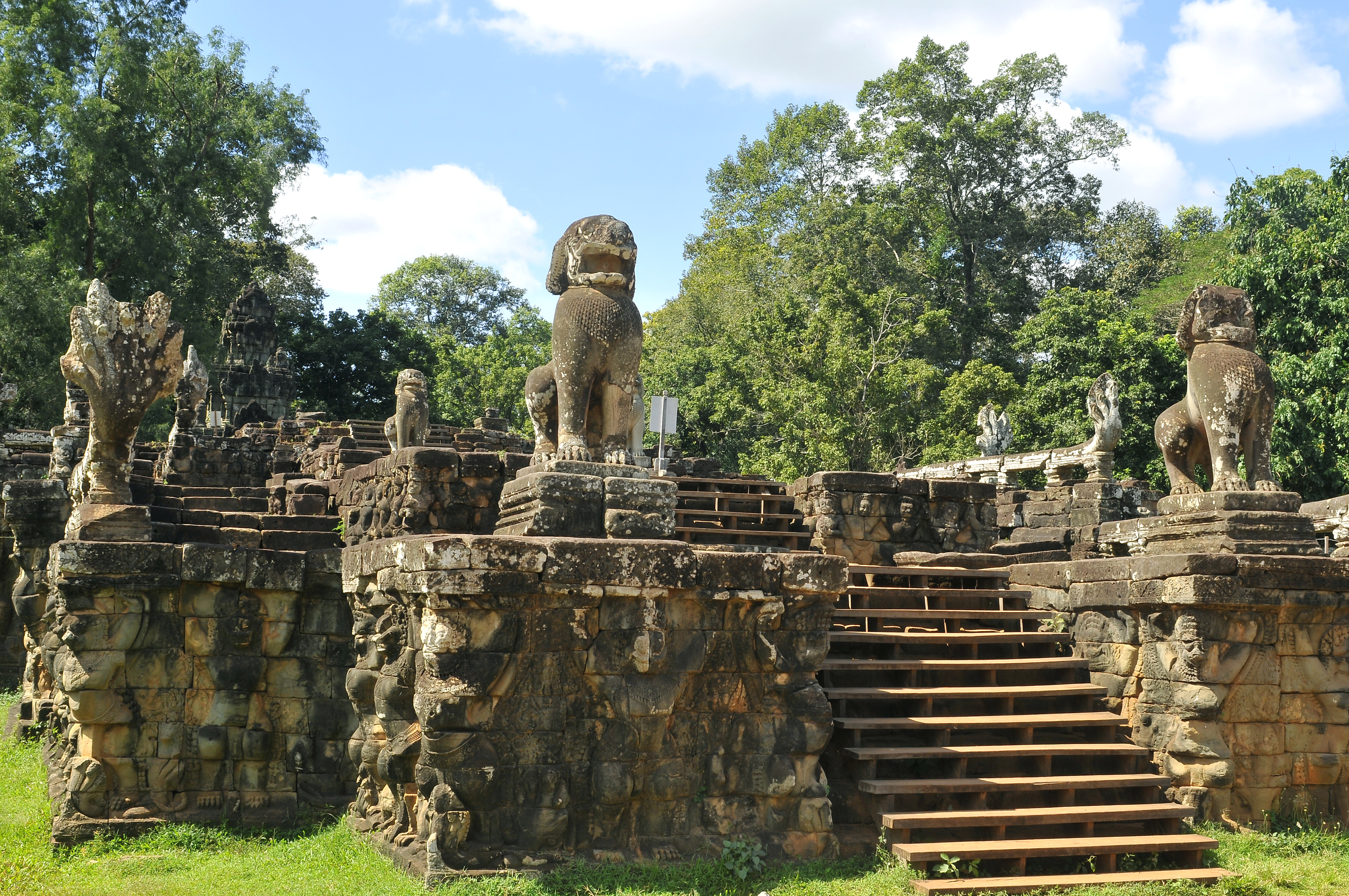
Perron central
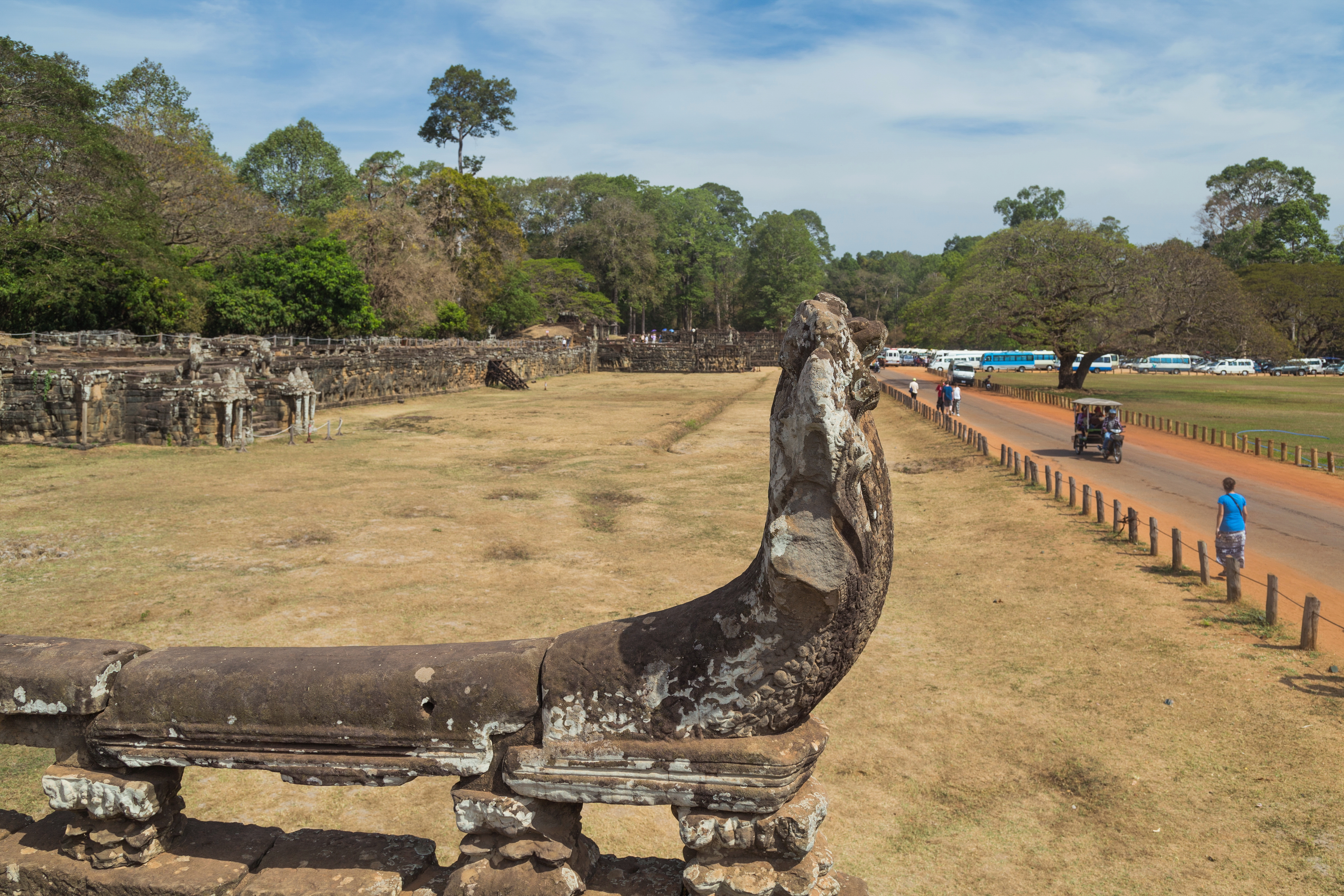
Rampe et Nâga dressé
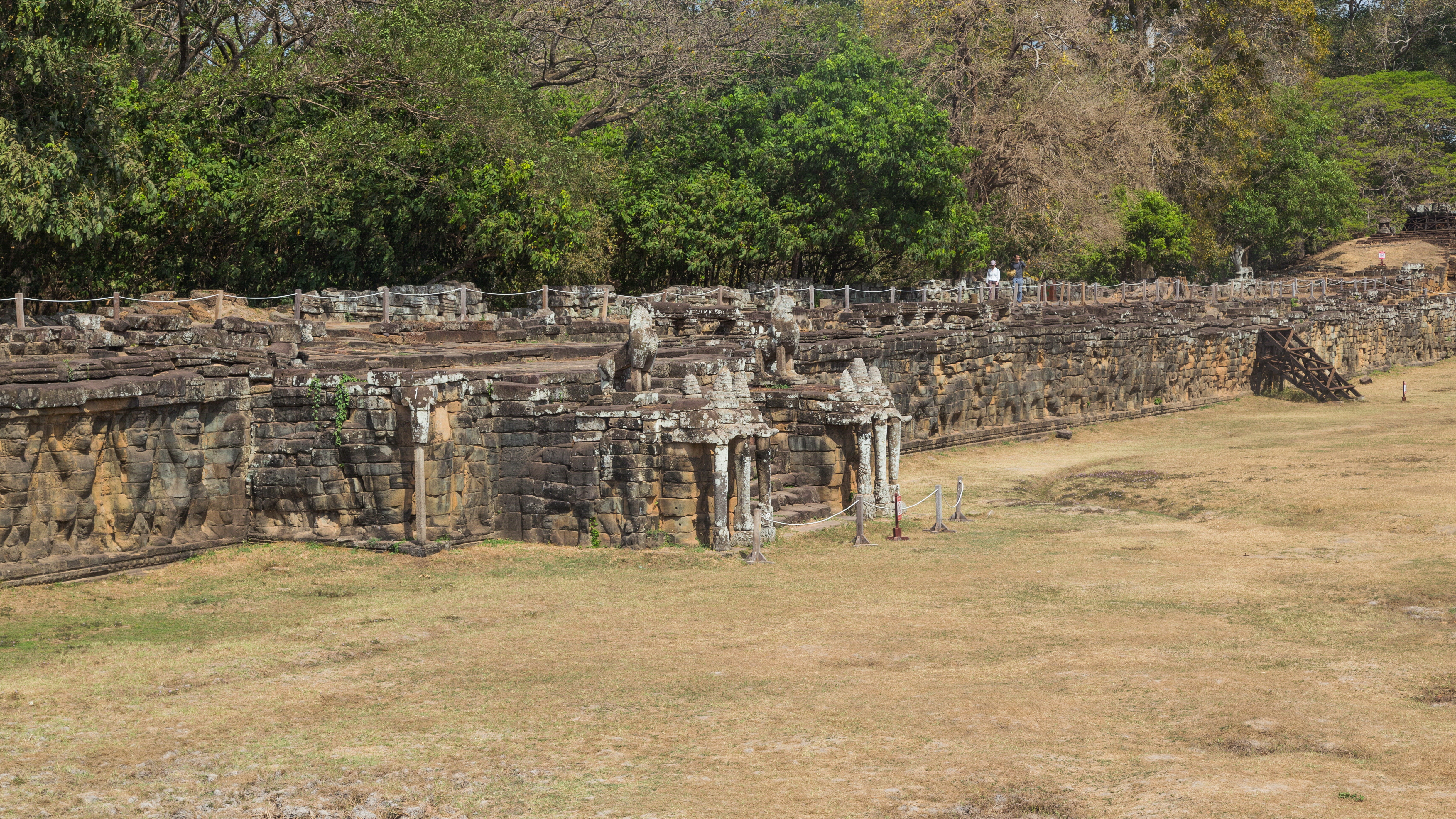
Perron secondaire Nord
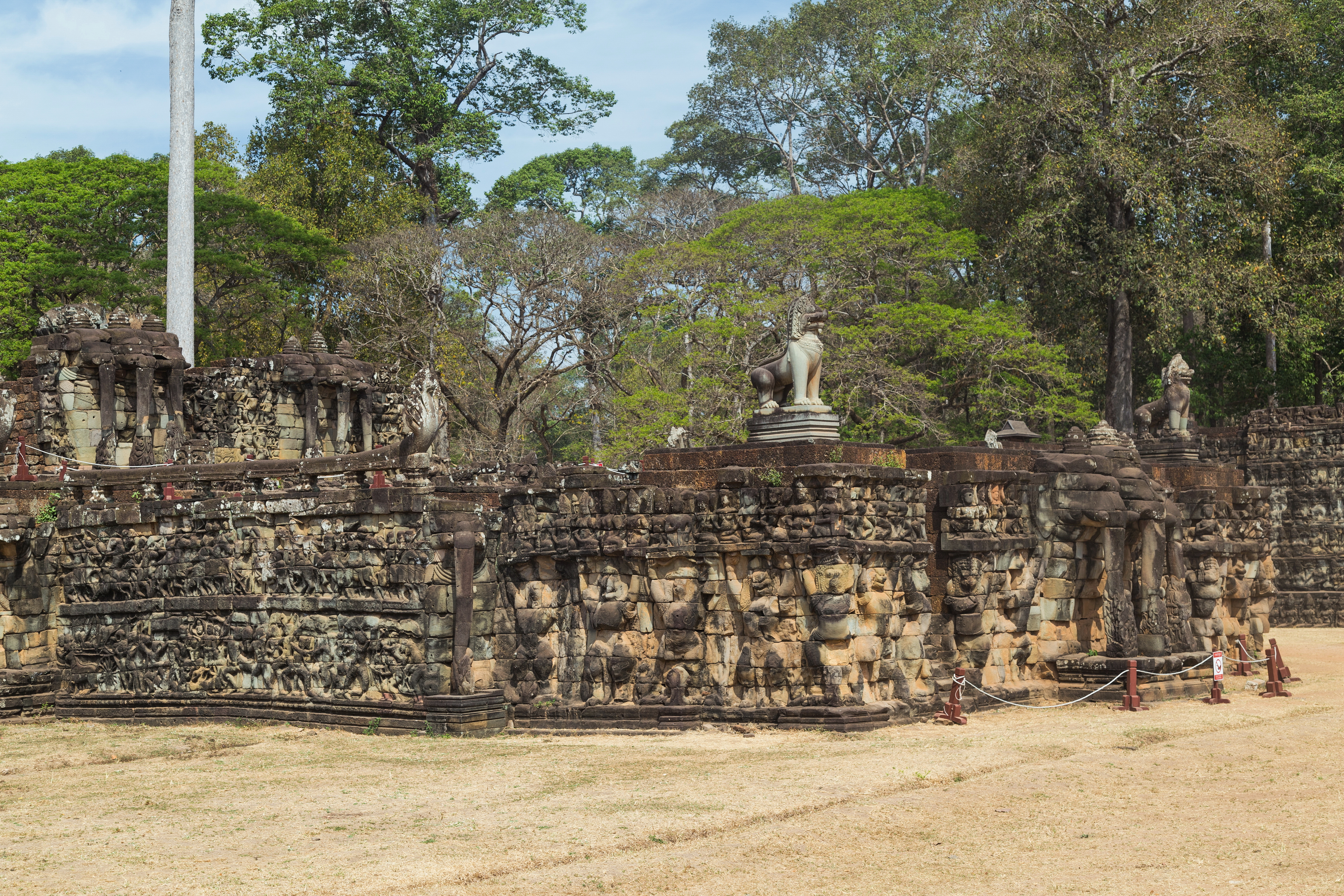
Perron et escalier Nord
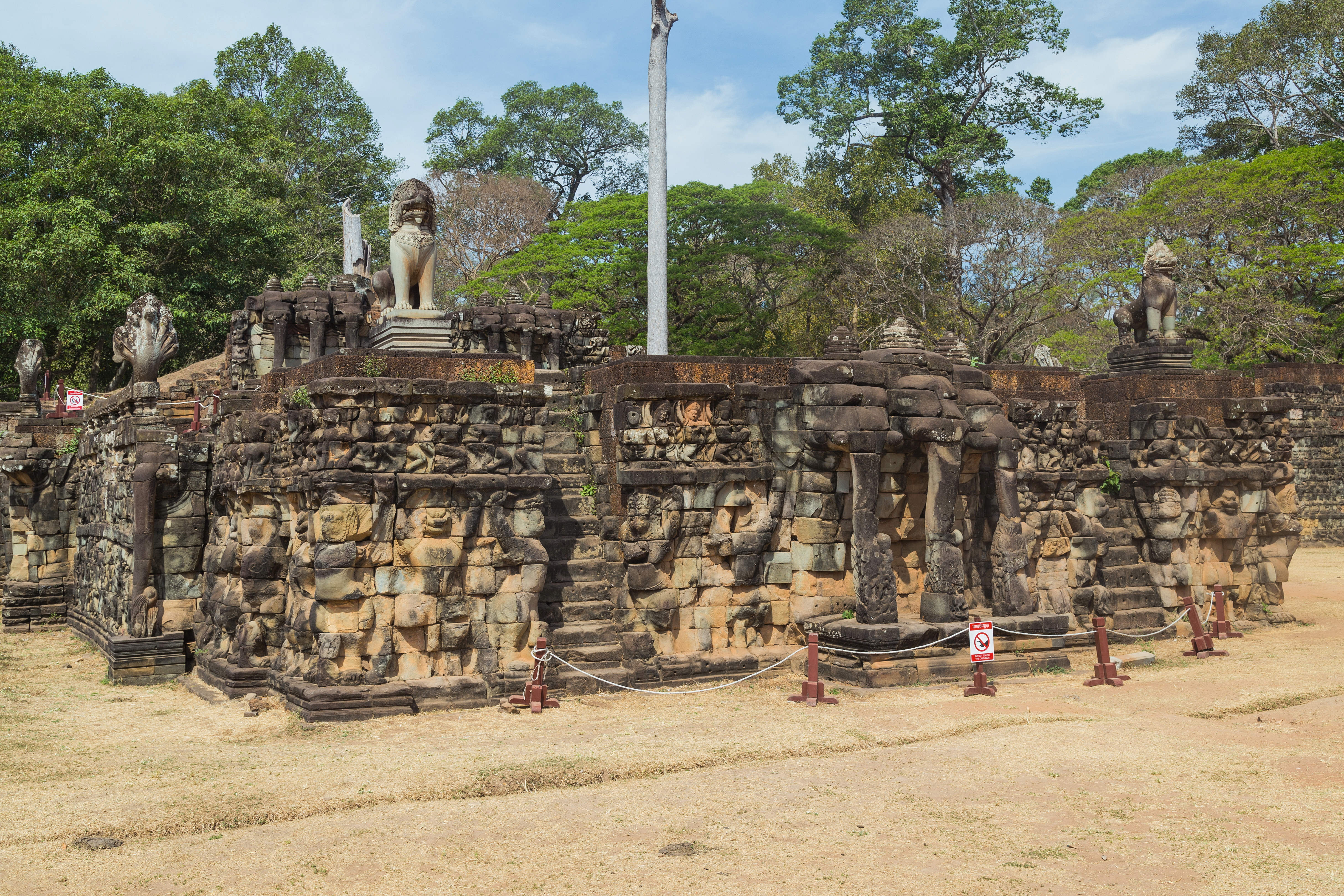
Perron et escalier Nord  (arr. plan à l'extrême droite: terrasse du Roi lépreux)

Les nombreux trous dans les blocs de grès ont été creusés par les khmers pour y ficher des grosses chevilles en bois permettant le transport, comme pour toutes les constructions khmères qui nécessitaient du grès et auxquelles participaient précisément les éléphants. 

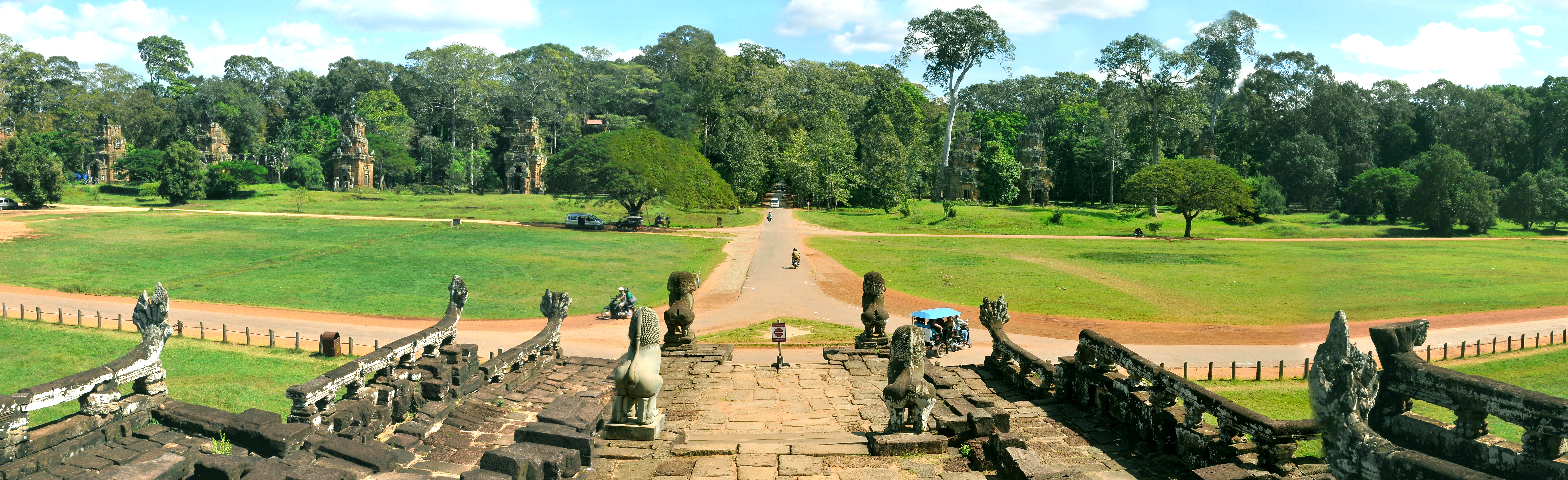
Vue sur la Place royale et les Prasat Suor Prat ("Tours des danseurs de corde") depuis l'escalier central de la Terrasse des Éléphants

La consolidation de la terrasse sud a été terminée par Pascal Royère en 1993. La restauration du perron Nord a pu commencer en 1996-1997, et a été réalisée avec le concours de l'architecte Jacques Dumarçay et sous la direction de Chistophe Pottier, en employant la méthode de l'anastylose. Ces travaux ont mis en évidence le fait que les structures en bois avaient eu une couverture de tuiles de plomb. La base des fondations du mur du troisième état ayant été dégagée lors de ces travaux, les archéologues ont mis au jour onze dépôts de fondation : pots en bronze, six tortues en plomb et des « embryons » (conglomérats ovoïdes recouverts d'une feuille de bronze et contenant des matériaux exceptionnels (or, bronze, gemmes, résine, fils d'or, de bronze et de soie, feuille végétale et graines). Le contenu des tortues n'est pas connu. 
Au nord de la terrasse des Éléphants, le parement de grès du perron nord s'élève sur 3,30 m (le dernier édifice avant la terrasse du Roi lépreux). Il est appliqué contre un mur de latérite. Il est orné de reliefs : lions et garudas en atlantes, un éléphant à trois têtes, et au registre supérieur des danseuses et des divinités assises. Ce parement sculpté est parfois extrêmement fin, jusqu'à quelques centimètres d'épaisseur. Ce perron nord, constitué de six structures différentes, a eu quatre états, que cette reconstruction a pu identifier. Donnons pour exemple, la structure M4 (base orientale du stupa situé au sommet du perron nord) qui est constituée de reliefs en réemploi, entre lesquels quelques blocs ont été sculptés au XVIe siècle. Ces interventions très tardives indiquent que des travaux ont été effectués lors du retour de la monarchie au XVIe siècle.

## Environnement
La terrasse du Roi lépreux est connue pour ses deux séries de bas-reliefs représentant des scènes mythologiques sculptées en profond relief. Apparemment, le mur de soutènement de la terrasse s'est partiellement effondré avant l'achèvement de l'ensemble de sorte que les Khmers décidèrent d'élargir la terrasse et de construire un second mur. Les visiteurs peuvent à présent apprécier les reliefs des deux murs puisque la restauration du site par l'Ecole française d'Extrême-Orient a permis de mettre au jour ceux, cachés, du mur initial.
Le Phimeanakas se trouve immédiatement à proximité, tandis que de l'autre côté de la Place royale se trouvent les douze tours Prasat Suor Prat et les Khleangs.